# Ice-Pick Lodge
Ice-Pick Lodge — російська студія-розробник відеоігор. За загальним визнанням виділяється підходом до створення інноваційних відеоігор, подаючи їх як новий вид сучасного мистецтва. Роботи студії у 2005 та 2007 роках здобули нагороди «Найнестандартніший проєкт» на Конференції розробників ігор.
Спільнотою гравців та критиків вважається однією із найоригінальніших компаній у російській ігровій індустрії. Керівник студії Микола Дибовський називає її «художнім об'єднанням», а її членів — «поетами та художниками від ігробуду», підкреслюючи її некомерційні інтереси у створенні ігор.
Більшість ігор студії відзначаються не надто сучасною графікою; причиною цьому є постійна нестача людей та коштів у студії.

## Історія
Студія була заснована у 2002 році Миколою Дибовським як розробник комп'ютерних ігор. Спочатку Дибовський звертався до видавця «Бука» з дизайн-документом, що після відмови був перероблений у маніфест під назвою «Глибока гра», де були сформулювані тезиси нової команди, ставлення до гри-мистецтва. Далі була взята позика в декілька тисяч доларів, після чого три місяці продовжувалися пошуки програмістів та художників (були розіслані кількасот листів, велися перемовини з кількома десятками людей). Після зустрічі з Айратом Закіровим Дибовський припинив пошуки; майже всіх членів команди зібрав Айрат. За рахунок позики були зроблені 3D-рушій, технічне демо та правильний дизайн-документ. Після цього видавець прийняв пропозицію команди.
Першим проєктом стала гра «Мор. Утопія», яка вийшла у 2005 році. Проєкт здобув велику кількість нагород в Росії та за її межами. Гру було перекладено на англійську, німецьку, італійську, болгарську, чеську мови.
- Червень 2005 року — вихід гри «Мор. Утопія».
- Серпень 2006 року — вихід гри «Мор. Утопія» за кордоном.
- Квітень 2008 року — вихід гри Тургор.
- 2009 — вихід гри «Тургор» за кордоном під назвою «The Void» та модифікованої версії цієї гри, «Тургор. Голос цвета», покликаної зробити її більш зрозумілою для пересічного гравця.
- 2011 — вихід гри «Еврика!» (англ. Cargo! The Quest for Gravity)
- 2013 — вихід гри «Стук-стук-стук» (англ. Knock-knock)

## Список ігор
- Мор. Утопія
- Тургор
- Еврика!
- Стук-стук-стук
- Мор. Утопія (HD-перевидання)
- Мор